# بالتساتس
بالتساتس هي قرية تقع في إقليم ياش في رومانيا وبلغ عدد سكانها 5,019 نسمة في عام 2002.